# Anoplanomala globulosa
Anoplanomala globulosa är en skalbaggsart som beskrevs av Sharp 1903. Anoplanomala globulosa ingår i släktet Anoplanomala och familjen Rutelidae. Inga underarter finns listade i Catalogue of Life.